# St. Paul (Alberta)
St. Paul es un pueblo canadiense situado en la provincia de Alberta.

## Superficie
St. Paul tiene una superficie de 8,64 km².

## Demografía
En 2021, tenía 5863 habitantes, una densidad poblacional de 678,7 hab./km², y 2466 viviendas.